# Органическая модель организации
Модель организа́ции — (франц. organisation, от позднелат. organizo — сообщаю стройный вид, устраиваю). Для организаций, которые были образованы человеком (людьми), характерно наличие функций управления и планирования.

## История создания
Органические организации зародились в середине XX века. Своё название органические они получили из-за сходства с организмом. Они способны изменяться.
Данная модель организации существует не так давно. Впервые понятие " Органическая модель организации " было введено в менеджмент Томом Бернсом и Джорджем Сталкером. Органическая организация стала антиподом бюрократии, которая перестала соответствовать новым условиям рынка с меняющимися адаптивными признаками.

## Основные признаки и характеристики органической модели организации
Модель организации, которая порождает у людей чувство личной ответственности и значимости и рождает в человеке гибкость и развитие, а также удовлетворенность, обладает следующими характеристиками:
1. Простота. Происходит снижение значения специализации и увеличивает диапазон работ.
2. Децентрализованность. Увеличение глубины работ.
3. Неофициальность. Существует концентрация на продукте и потребители как основах управления.

Нет в организации определенного разделения труда, строгого разделения целей, личных задач и степеней ответственности — они всегда корректируются и меняются.
- в структурах организации не соблюдается иерархия, имеют преимущество коммуникации (горизонтальные) и неформальные связи
- управление отдельными задачами может воспроизводиться на любом уровне и в любом организационном подразделении
- регламентация работ, здесь преобладает инициатива и импровизация
- развития индивидуальных способностей трудящихся, их творческого подхода к работе — вот основные критерии эффективной организации
- возможностями руководствуются больше, чем ограничениям, допускаются противоречия и сомнения
- в процессе принятия решений преобладают убеждения; распределение обязанностей между сотрудниками обусловлено характером решаемой проблемы.
- работникам предлагается свобода действий при увеличении ответственности

## Органическая модель организации как живой социальной системы
Органическая модель, также её называют естественной моделью организации. Организация в органической модели — это живая система, которая заботится о приспособлении к окружающей среде и выживании. Отношения внутри такой организации основываются на взаимозависимости и взаимоответственности. Механизмы и структуры координации формируются и функционируют как самовозникающие и стихийно поддерживаемые подсистемы.
Также как и любой живой организм естественная организация обладает потребностями, которые отражаются в их социальных функциях. Жизненный цикл органической организации соответствует жизненному циклу живого организма, это — рождение, юность, зрелость, смерть.
Для органической модели приемлемо употребление понятий «законы» и «закономерности», их рамки редко позволяют выйти за свои пределы. Естественная модель стала фундаментом появления целого раздела адаптивных моделей организации — конвенциональных и конфликтно-игровых. Также эта модель организации стремится к максимальным развитию, гибкости и удовлетворённости.
Органическая организация приспосабливается к окружающей среде, так как имеет наибольшее употребление человеческого потенциала. Рабочие получают премию за свои достижения, что ведет к повышению рабочей ответственности и росту персонала.

## Особенности и достоинства органической модели организации
- неточность границ
- ослабленная иерархичность
- наибольшее использование неформальных и горизонтальных связей
- нет явного разделения труда, строгого индивидуального закрепления обязанностей, нет особой ответственности за решение какой-либо проблемы
- представление работникам свободы действия

Органические организации быстрее адаптируется к смене приоритетов, влиянию внешней среды, к изменениям на рынке. Они создаются на базе органических структур, которые представляются собой адаптивными и гибкими структурами. Данные структуры улучшают реализацию инноваций и эффективность осуществления.

## Вывод
Органический подход демонстрирует свою эффективность в условиях, когда используется нерутинная технология, высокая неопределенность того, когда, где и как выполнять работу и имеется сложное и динамичное внешнее окружение.
Основными признаками организации можно назвать:
- наличие, по крайней мере двух человек, считающих себя одной группой
- обязательное наличие хотя бы одной цели, которая является общей для всех участников этой группы.
- для достижения общей цели, необходима взаимосвязь членов группы